# Молодий художник
Молодий художник — одна з картин раннього періоду творчості французького хужожника 18 століття Шардена. Зберігається в Стокгольмі, варіант в Техасі (Кембел Арт Мьюзеум).

## Жанрові композиції Шардена
Вже в вересні 1728 року Шардена обрали в Королівську Академію мистецтв. А членом гільдії паризьких живописців він став ще на 4 роки раніше.
Бути членом Академії, це підкорятися друкованим і недрукованим законам. Домінуючими і престижними в Академії визнавали історичний жанр і малювання королівських портретів. Історичний жанр вважався найскладнішим, бо потребував освіти, доброго знання Біблії, латини і стародавніх міфів. Нижче ставили побутову картину. Найнижчий шабель відвели для пейзажів та натюрмортів. Шарден не мав тогочасної освіти, тому займатися історичними картинами не міг і не дуже хотів. Він добре малював натюрморти, бо дуже їх полюбляв. Але непрестижні для інших натюрморти мало поціновувались і дешево коштували. Малювати тільки натюрморти Шарден не мав права, бо треба було утримувати родину. Він і звернувся до створення побутових картин.
Хитрий Шарден і в побутові картини розміщав натюрморти, комбінуючи приємне з необхідним. В картині " Гувернантка з вихованцем " цілий набір побутових речей — трикутний капелюшок хлопця, волан і ракетка, кошик з нитками (прихований натюрморт). Чудовий натюрморт з приладами для листування і книгами присутній і в картині «Хлопчик з дзигою» та інших. Натюрморти присутні і в картині «Пані з шарманкою», яка сподобалась королю Луї XV. В подяку за це художник отримав щомісячну платню від короля і … покинув малювати побутові картини. Фінансово незалежний художник міг тепер дозволити собі малювати тільки улюблені натюрморти.

## Молодий художник
Дещо винятком серед побутових картин Шардена стоїть полотно " Молодий художник ".Шарден начебто болісно згадав свої нудгувати заняття у вчителя Каза́, що примушував довго копіювати зразки. У молодого художника нема навіть стільця, і той сів просто на підлогу. Ми не бачимо його обличчя, що дуже незвично навіть для картин Шардена. Дірка на одязі свідчить про злидні. Але учень занурився в малювання, бо треба опанувати фах і тоді, може, тоді все зміниться на краще…
Тут теж є натюрмортне оточення, що починається ножем на підлозі, продовжується малюнком-взірцем на стіні і закінчується ще порожнім, загрунтованим полотном і підрамником праворуч. Це не стільки інтер'єр, скільки фігура в оточенні натюрмортів. На жаль, картина створювалася в болісний період для митця. Він нещодавно поховав мати, потім — першу дружину, а через рік і трирічну дочку. Пригнічений настрій художника відбився на колориті картини, що посилив образ злиденної юності, яку мали і Лоренцо Лотто, і Пуссен, і Ватто.